# Chamkar Luong
Chamkar Luong es una comuna (khum) del distrito de Kampong Seila, en la provincia de Sihanoukville, Camboya. En marzo de 2008 tenía una población estimada de 2620 habitantes.
Se encuentra ubicada al suroeste del país, junto a los montes Cardamomo y la costa del golfo de Tailandia.